# لورنتس بوهلر
لورنتس بوهلر (بالألمانية: Lorenz Böhler) ـ (15 يناير 1885 ـ 20 يناير 1973) هو جراح نمساوي، كان من رواد جراحة الكسور والإصابات. بعد وفاته كُرمت ذكراه بتسمية المستشفى الذي كان يعمل به في فيينا "مستشفى لورنتس بوهلر للإصابات"، وهو المستشفى الذي صار ابنه يورغ بوهلر (بالألمانية: Jörg Böhler) رئيسًا له بين عامي 1970 و1983. في كسور العقب، يشخص الكسر بالأشعة السينية باستخدام زاوية بوهلر.

## روابط خارجية
- لورنتس بوهلر على موقع مونزينجر (الألمانية)